# Stephen Yardley
Stephen Yardley (24 maart 1942) is een Engels acteur, die bekendstaat voor zijn werk op de Britse televisie gedurende de jaren van 1965 tot 2004. 
Hij is het best bekend voor zijn rol als Ken Masters in de Britse tv-drama Howards' Way, een rol die hij 78 keer speelde tussen 1985 en 1990.  Yardley verscheen in 2004 nog in de Britse tv-komedie Hex. 
Hij begon zijn optredens op televisie in de jaren 1965, in series als Danger Man en had 68 afleveringen een rol in Z-Cars, toen die serie opnieuw in 1967 werd uitgezonden, maar zijn meest bekende werk was in de jaren 1970 en '80. Dat is zijn rol als de inbreker William "Spider" Scott in The XYY Man, Max Brocard in Secret Army en politie inspecteur Cadogan in Virtual Murder. 
Hij had twee keer rollen in Doctor Who - Sevrin in Genesis of the Daleks (1975) en Arak in Vengeance on Varos (1985) - en hij had ook een rol in de sciencefictionserie Blake's 7 en de BBC tv-uitzending van The Day of the Triffids. Meer recent verscheen hij als Vince Farmer in Family Affairs.

## Filmografie
- Hex (1 episode,(2004) TV  - Thomas McBain
- Family Affairs"  (3 episodes, 1999- 2001) TV  - Vince Farmer
- Holby City" (1 episode, 2000) TV  - Gerry Conroy
- Bugs (1 episode, 1998) TV  Matt Beckett
- RPM (1998)  - Chiarkos
- Dangerfield  (1 episode, 1997) TV  - Richard Gresham
- Heartbeat (1 episode, 1996) TV  -  Arnold Sampson
- The Innocent Sleep (1996) - Drago
- Law and Disorder  (1 episode, 1994) TV  - John Mason
- I, Lovett  (1 episode, 1993) TV  -  Sergeant
- Virtual Murder (1992) TV  - Insp. Cadogan
- Howards' Way  (78 episodes, 1985-1990) TV  - Ken Masters
- Remington Steele  (2 episodes, 1987) TV  - Sergei Kemadov
- Executive Stress  (1 episode, 1986) TV  -  Martin
- Hammer House of Mystery and Suspense (1 episode) TV  -  Knowles
- The Doctor and the Devils (1985)  - Joseph
- Widows 2 (6 episodes, 1985) TV  - Vic Morgan
- Doctor Who  (7 episodes, 1975-1985) TV -  Sevrin - Arak
- Mitch  (1 episode)TV -  Shephard
- Morgan's Boy (1984) (TV) .... Alan
- Juliet Bravo (1 episode, 1984) TV  -  Brian Adler
- Bergerac (1 episode, 1984) TV Ken Lewis
- Slayground (1983)  -  Turner
- Jemima Shore Investigates (1 episode, 1983)
- Break Point (1982) TV mini-serie  - Mr. Grieve
- Funny Money (1982)  -  Ridley
- Blakes 7  (1 episode, 1981) TV -  Onderzoeker Reeve
- Fanny by Gaslight (1981) TV mini-serie -  "Duke" Hopwood
- Blood Money  (1 episode, 1981) TV  -  James Drew
- Goodbye Darling (2 episodes, 1981) TV   -  Jacko Lyall
- The Day of the Triffids (1 episode, 1981) TV  -  John
- The Professionals  (1 episode, 1980) TV  -  Swetman
- A Tale of Two Cities (7 episodes, 1980) TV  -  Defarge
- The Gentle Touch  (2 episodes, 1980) TV  -  Jed Blanden
- Crown Court (4 episodes, 1973-1979) TV  - Dr. Thanet
- Conduct Prejudicial (1973) TV  -  Squadron Leader Pardoe
- Secret Army  (12 episodes, 1978) TV - Max Brocard
- Premiere  (1 episode, 1978)  - Stu
- Z-Cars  (68 episodes, 1965-1978)  - PC May
- The XYY Man (13 episodes, 1976-1977) TV  -  William 'Spider' Scott
- Just William  (1 episode, 1976) TV  -  Smith
- Thriller  (1 episode, 1976) TV  -  Tosher
- Within These Walls  (1 episode, 1975) TV  -  John Wright
- Public Eye (1 episode, 1975) TV  -  Ralph Carter
- Coronation Street  (2 episodes, 1974) TV  -  Martin Barrett
- ITV Playhouse (1 episode, 1974) TV  - Norma's geliefde
- Armchair Cinema  (1 episode, 1974) TV  - Det. Insp. Laker
- New Scotland Yard (2 episodes, 1973-1974) TV  Jack McNeil en Det. Insp. Corral
- Hunter's Walk (1 episode, 1974) TV  -  PC East
- Napoleon and Love (1 episode, 1974) TV  -  Lannes
- The Brothers (1 episode, 1974) TV  -  Alan Dyter
- Whodunnit!  (1 episode, 1973) TV  -  Det. Sgt. Pearson
- The Rivals of Sherlock Holmes  (1 episode, 1973) TV - Officier Clayton
- War & Peace (1 episode, 1973) TV  -  Capt. Ramballe
- Harriet's Back in Town (1 episode, 1972) TV  -  Patrick Baker
- Adolf Hitler - My Part in His Downfall (1972)  -  Lt. Martin
- The Guardians (1 episode, 1971) TV  -  Cockney Guardian
- Le mur de l'Atlantique (1970)  -  Bobbie
- The Wednesday Play (1 episode, 1970) TV  -  PC Bradley
- Germinal (1 episode, 1970) TV  -  Jules Plogof
- Detective (1 episode, 1969) TV  -  Mervans
- The Champions  (1 episode, 1968) TV  -  Pieter
- The War of Darkie Pilbeam (1 episode, 1968) TV  -  Wolfgang
- United! (1965) TV  - Kenny Craig
- Danger Man (1 episode, 1965) - de vreemdeling
- The Mask of Janus (1 episode, 1965)  -  Hughes